# 電波少年W 〜あなたのテレビの記憶を集めた〜い!〜
『電波少年W 〜あなたのテレビの記憶を集めた〜い!〜』（でんぱしょうねんダブリュー 〜あなたのてれびのきおくをあつめた〜い!〜）は、2021年1月16日から2021年12月20日までWOWOWプライム、WOWOWオンデマンド、YouTubeで毎週月曜 20:00 - 21:00（JST）に放送されていたバラエティ番組である。

## 概要
日本テレビ（旧法人：現・日本テレビホールディングスも含め、以下「日テレ」と略）系列にて1992年から2003年にかけて放送されたバラエティ番組「電波少年シリーズ」の18年ぶり第4作となるレギュラー番組。なお、今回は日テレ系列ではなくWOWOWにて製作・放送される。2003年の『毛が生えた 最後の聖戦』終了時の司会は松本明子とチューヤンだったが、今回は1997年の大晦日以来、23年ぶりに松本と松村邦洋のコンビに戻される形となり、プロデューサー→編成部長・総合演出として裏方に回っていた土屋敏男も一緒に進行を行う。なお、松村とチューヤンは出演時期が異なっていたためこれまで番組内での共演はなかったが、配信版第1回でチューヤンが香港からリモート出演を行い、初めて共演となった。
本番組はかつてのシリーズで放送されたアポなしロケやヒッチハイクシリーズなどのヒット企画の焼き直しではなく、在京民放キー局各社が出資しているWOWOWでの放送を活かし、放送局の垣根を越えて、過去に放送された地上波の番組の中から“テレビの記憶”を掘り起こしていく番組。番組を⼿掛けた当時のプロデューサーやディレクターなど関係者だから知っている制作秘話・エピソードとともに、“テレビの記憶”を掘り起こして収集し、コミュニティサイトを通して視聴者から寄せられた、⼈びとの記憶に今も残っている「昔見たテレビ番組」について語り合うことを目的とした番組となっている。
番組制作のきっかけは、土屋が2019年9月にWOWOWで講演した際にWOWOWの幹部から「うちで『電波少年』的な番組をやりませんか?」とオファーされたことに始まる。しかし、土屋は「できる訳がないなあ。あんなに放送する局に負荷のかかる番組はないからなあ」とそのオファーも冗談だと思い受け流していた。一方、日テレ時代の同期であったWOWOW社長・田中晃は土屋が手掛ける番組を見ていて「“他の人がやったことはいくら当たると思っても絶対にやらない”という土屋のオリジナリティは有料放送にも絶対に向いている」との確信を持っており、土屋に「コミュニティで番組を作る」とのテーマを提示して再びオファーすると、すぐに土屋が「これは本気でやってみたい」と決断し、引き受けたことで動き出した。
配信はYouTubeとWOWOWオンデマンドで毎週月曜日に生配信され、放送はWOWOWプライムで隔週月曜日にノンスクランブル、生放送で放送される。ただし、YouTubeでの配信では、原則として各放送局のテレビ番組の映像は権利関係の都合上配信されず、スタジオ音声のみが配信されるが、関係先から許可が下りたものは配信される。通常、WOWOWのノンスクランブル番組は特別な場合を除いてスポンサーがついてコマーシャルが放映されるが、当番組はノンスポンサーで放送される。
従来のシリーズで用いていたスタジオパートのCGはハイビジョンサイズで再制作され、出演者の頭部を合成する演出も同様に行われている。ただし、従来のシリーズはクロマキーや出演者の首から下を覆うスモッグが青だったのに対し、技術の向上で本番組では緑に替わっている。また、2021年5月10日放送の#8からは技術の向上により顔が破裂するといったCG合成が生放送で行えるようになった。
初回放送は2021年1月16日（土）に『開局30周年無料2Days 本気でエンタメ愛スペシャル ～ここから始まるWOWOWライフ～』内で放送され、番組のMCをしていた斎藤工がリモートで出演した。配信限定の初回配信は1月25日に開始した。最終回は同年12月20日に放送・配信され、ゲストには初回ゲストだった爆笑問題・太田光の相方である田中裕二を迎え、1年間の放送を振り返る企画を行った。松村邦洋にはこの日まで最終回であることは全く知らされることなく、番組の企画で行われた「電波少年W 記憶王決定戦」の最終問題にて「今日は電波少年Wにとって「どういう日」?」という問題において、最終回だと知っている視聴者の回答で松村は最終回であることを知り、番組は1年の放送期間に幕を閉じた。
放送終了に伴い、2022年1月31日をもってコミュニティサイトを閉鎖した。同日にYouTubeチャンネルでの動画公開も終了し、Twitterアカウントは非公開アカウントとなった。

## 出演者

### 司会
- 松本明子
- 松村邦洋
- 土屋敏男

## コーナー
〇〇記憶王決定戦
放送期間：2021年1月16日（#1） -  12月20日（#24）
WOWOWプライム放送版でのレギュラーコーナー。当番組のコミュニティサイトに登録している視聴者先着98名が参加できるクイズ企画。最後まで勝ち残った1人には賞金や番組、出演者、プロデューサーの私物が貰える。初回放送で行われた「電波少年記憶王決定戦」はWOWOWから予算が出なかったため、土屋のポケットマネーから賞金が用意されたが、最終問題までに全員が脱落してしまい、キャリーオーバーされた。最終問題が終了した際に複数人残っていればフリップにてじゃんけん、最後まで勝ち残った1人には番組で公開インタビューがされたこともある。また、2021年9月13日放送の#17からはネット配信での時差が発生することやインターネットで答えを検索をされるのを避けることを考慮して、シンキングタイムは10秒となった。最終回となった2021年12月24日放送の#24では土屋の号令で「復活チャンス」を行えるシステムを作り、最後は松村への最終回の報告も含めて参加した視聴者全員が正解する仕組みとなった。

あなたのテレビの記憶を集めた〜い!
放送期間：2021年1月16日（#1） -  12月20日（#24）
番組のゲストや視聴者から寄せられた「昔見たテレビ番組」が見たいという“テレビの記憶”を掘り起こして語り合う企画。テレビ版では著名人や番組のスタッフ、配信版では「電波少年シリーズ」の出演者、YouTuberからテレビの記憶を語ってもらう。2021年5月〜9月は特定の番組を取り上げる特集企画が放送され、10月からはゲストに来た著名人のテレビの記憶とともにテレビとインターネットの今後の在り方も語る企画となった。

テレビの帝王と呼ばれた男
放送期間：2021年1月25日（第1回） -  
YouTubeとWOWOWオンデマンドでの配信限定版のレギュラーコーナー。伝説となった番組を⼿掛けた当時のプロデューサーやディレクターなどが出演し、関係者だから知っている制作秘話・エピソードを語る企画。解説役として戸部田誠（てれびのスキマ）が登場する。また、戸部田は配信版第2回からコーナー冒頭でその回で取り上げる帝王を紹介する「てれびのスキマ 帝王解説60秒1本勝負!」を行なっている。

電波少年 松本明子・松村邦洋の名シーンを集めてオンライン上映会を開催した〜い!
放送期間：2021年2月22日（第3回） -  

あの年の番組表を見てみた〜い!
放送期間：2021年4月5日（第6回）-  

今日の松村
放送期間：2021年4月5日（第6回）-  12月20日（#24）
松村が楽屋からスタジオまで駆けつける様子を収め、放送終了後にYouTubeで公開する。楽屋からスタジオまでの通路には障害物があったり、カンペの指示で物真似や食レポなどを振られる事がある。なお、松本は松村がスタジオの椅子に着席するまでタイトルコールを行ってはいけないルールになっている。初回は番組開始15秒前に楽屋をスタートしていたが、毎回1秒ずつスタートが遅くなり、2021年7月26日配信の第14回には番組のスタートと同時に楽屋を出発。その翌週以降もさらに1秒ずつ出発が遅くなっているため、番組開始後もなかなか楽屋を出発することが出来ずに、タイトルコールもその分遅くなっている。最終回となった12月20日もOPが開始してから21秒後に楽屋から飛び出したが、スタジオでは視聴者への最終回であることを説明する時間を要するためにスタジオのドアを閉じていたが、松村は副調整室からスタジオへと向かうルートで強行突入してスタジオに駆けつけた。

きょうの岡田
放送期間：2021年5月17日（第8回）- 6月28日（第12回）
2021年5月3日配信の第7回に「YouTuberのテレビの記憶を集めた〜い!」で自宅から出演した岡田康太のカメラをそのまま置いたために、岡田にアポなしで自宅の様子を観察し、土屋によるアポなし電話やIoT家電の操作によるイタズラによって、岡田が困惑する企画。

視聴者のみなさんの生投票で松村邦洋に生憑依させた〜い!!
放送期間：2021年10月18日（第20回）-  12月20日（#24）
視聴者が番組の公式Twitterでのアンケート機能を利用した4択の中からものまねタレントでもある松村邦洋にものまねしてほしいタレントを選択し、最も多かった選択肢を憑依させてその回はずっと選ばれたものまねで喋らなければならないという企画。最終回となった12月20日は「松村邦洋自身に生憑依」という選択肢も設けられ、多くの視聴者もそれを選択した。

## 放送リスト
| 2021年 | 2021年      | 2021年   | 2021年 | 2021年 |
| テレビ版 | 配信版      | 放送日   | ゲスト | 取り上げられた番組・企画 |
| --- | ----------- | -------- | --- | --- |
| | 第0回       | 1月6日   | 【電波】坂本ちゃん 【進行】増田美香                                                                               | 公開リハーサル&ウェビナーとしてYouTubeのみで配信。 |
| #1 | #1          | 1月16日  | 斎藤工 【記憶】太田光 【帝王】三宅デタガリ恵介                                                                    | 「進め!電波少年」『WOWOWをバウバウに変えてもらいたい』（日本テレビ/1992年8月23日放送） 第1回電波少年記憶王決定戦!! 「進め!電波少年」『豪邸ウンコシリーズ』（日本テレビ/1996年2月〜5月放送） 「進め!電波少年」『エリツィン大統領に"ヨッ大統領! 憎いねコノー!"と言いたい』（日本テレビ/1994年10月15日放送） 「進め!電波少年」『イラン人ADの募集』（日本テレビ/1992年7月5日放送） 「電波少年インターナショナル7」『人喰いザメを捕まえて おいしい蒲鉾を食べたい!』（日本テレビ/1996年1月1日放送） 「進め!電波少年」『レギュラー司会者争奪サバイバルシリーズ!（爆笑問題編）』（日本テレビ/1997年6月22日放送） 太田光のテレビの記憶を集めた〜い! 芸人になる前の番組 「金曜10時!うわさのチャンネル!!」（日本テレビ/1973年〜1979年放送） 芸人になった後の番組 「大発見!恐怖の法則」『道ばたには軍手が落ちている法則』（朝日放送/1997年2月8日放送） |
| | 第1回 94分  | 1月25日  | 【電波】チューヤン 【記憶】北の打ち師達 【帝王】三宅デタガリ恵介                                                  | YouTuberのテレビの記憶を集めた〜い! 「いきなり!黄金伝説。」（テレビ朝日/1998年〜2016年放送） テレビの帝王と呼ばれた男 三宅恵介が記憶に残っているシーン 「オレたちひょうきん族」『タケちゃんマン 12月の獅子舞』（フジテレビ/1985年12月28日放送） 「オレたちひょうきん族」『タケちゃんマン ブラックデビル 暁に死す』（フジテレビ/1982年12月25日放送） |
| #2 | #2          | 2月1日   | 【記憶】テリー伊藤                                                                                                | 第2回 電波少年記憶王決定戦!! 「進め!電波少年」『松村邦洋の本名を変えたい!』（日本テレビ/1992年7月5日放送） 「進め!電波少年」『ポール・モーリアが作った曲をパリで受け取りたい!』（日本テレビ/1992年12月6日放送） 「進め!電波少年」『マウンテンゴリラは本当に強いのか?体を張って確かめたい!』（日本テレビ/1996年3月31日放送） 「進め!電波少年」『松村自主国際貢献シリーズ 牛のゲップを吸いきりたい!!』（日本テレビ/1992年10月11日放送） 「進め!電波少年」『チンチン付きバウバウ人形 限定販売決定!!』（日本テレビ/1993年5月23日放送） テリー伊藤のテレビの記憶を集めた〜い! テリー伊藤が見たい見せたい番組 「天才・たけしの元気が出るテレビ!!」『荒川区熊野前商店街 復興広告計画』『聖人ガンジー・オセロ 最後の奇跡』（日本テレビ/1985年〜1996年放送） |
| | 第2回 99分  | 2月8日   | 【電波】伊藤高史 【記憶】Masuo 【帝王】澤田隆治 【天の声】増田美香                                                | あなたのテレビの記憶を集めた〜い! コミュニティサイトで寄せられたあなたが印象に残っている伊藤高史のシーン 「進ぬ!電波少年」『電波少年的アフリカ・ヨーロッパ大陸縦断ヒッチハイクの旅』（日本テレビ/1998年放送） コミュニティサイトで寄せられたあなたが人生で一番笑った番組 「探偵!ナイトスクープ」『オナラが出る瞬間の肛門の動きを見たい』（朝日放送/2020年1月24日放送） 「ハナタレナックス」『しぼれ!飲め!闘え!夏の牧場バトル』（北海道テレビ/2003年8月22日・29日放送） YouTuberのテレビの記憶を集めた〜い! 「爆笑問題のバク天!」（TBS/2003年〜2006年放送） テレビの帝王と呼ばれた男 「てなもんや三度笠」（朝日放送/1962年〜1968年放送） 「伸びゆくABC」（朝日放送/1966年7月1日放送） 「花王名人劇場」（関西テレビ/1979年〜1990年放送） 「ズームイン!!朝!」（日本テレビ/1979年〜2001年放送） |
| #3 | #3          | 2月15日  | 【記憶】伊東四朗 【天の声】福長英未                                                                               | 天才・たけしの元気が出るテレビ!!記憶王決定戦!! 「天才・たけしの元気が出るテレビ!!」『大仏魂』『エンペラー吉田 in HAWAII』『早朝シリーズ』『ドッキリすべり台風呂』『店をオープンする半魚人』（日本テレビ/1985年〜1996年放送） 伊東四朗のテレビの記憶を集めた〜い! 伊東四朗 思い出の番組 「みごろ!たべごろ!笑いごろ!」『しらけ鳥音頭』『電線音頭』（NET/1976年〜1978年放送） 伝説のTVマン井原高忠が手掛けた番組 「九ちゃん!」（日本テレビ/1965年〜1968年放送） |
| | 第3回 99分  | 2月22日  | 【電波】ドロンズ石本 【記憶】くれいじーまぐねっと 【帝王】桂邦彦 【天の声】増田美香                               | あなたのテレビの記憶を集めた〜い! コミュニティサイトで寄せられたあなたが印象に残っているドロンズ石本のシーン 「進め!電波少年」『南北アメリカ大陸縦断ヒッチハイク』（日本テレビ/1996年〜1997年放送） YouTuberのテレビの記憶を集めた〜い! エア「はねるのトびら」『回転SUSHI』『オシャレ魔女 アブandチェンジ』（フジテレビ/2001年〜2012年放送） UraN「めちゃ×2イケてるッ!」『「岡村オファーがきましたシリーズ」第11弾 EXILEのライブに参加』（フジテレビ/1996年〜2018年放送） 浅見めい「ピラメキーノ」『ピラメキ子役恋ものがたり〜子役に憧れるすべての親子のために〜』（テレビ東京/2009年〜2015年放送） テレビの帝王と呼ばれた男 「ヤングおー!おー!」（毎日放送/1969年〜1982年放送） 「サンデーお笑い生中継」（毎日放送/1978年〜1979年放送） 「風雲!たけし城」（TBS/1986年〜1989年放送） 「8時だョ!全員集合」（TBS/1969年〜1985年放送） 「笑ってポン!」（TBS/1983年放送） 「GAHAHAキング 爆笑王決定戦」（テレビ朝日/1993年〜1994年放送） 「ニッポン快汗マップ ガムシャラ十勇士!!」（日本テレビ/1987年〜1988年放送） 電波少年W 松本明子・松村邦洋の名シーンを集めてオンライン上映会を開催した〜い! |
| #4 | #4          | 3月1日   | 【記憶】せんだみつお 【天の声】増田美香                                                                           | 第3回 電波少年記憶王決定戦 森喜朗スペシャル 「進め!電波少年」『大臣のイスに一度でいいから座ってみたい!!』（日本テレビ/1993年1月17日・7月25日放送） 「進め!電波少年」『緊急年始企画 去年、お世話になった大物にお年玉をいただいてくる!!』（日本テレビ/1994年1月2日放送） 「進め!電波少年」『比例代表名簿の順位を橋本聖子の上にしてくれるなら私も立候補してもかまわないと、言っておきたい!!』（日本テレビ/1995年5月7日放送） せんだみつおのテレビの記憶を集めた〜い! せんだみつお 思い出の番組 「金曜10時!うわさのチャンネル!!」『アコのゴッド姉ちゃん』（日本テレビ/1977年8月5日放送） |
| | 第4回 93分  | 3月8日   | 【電波】大島直也 【記憶】パパラピーズ 【天の声】増田美香                                                          | 第3回 電波少年記憶王決定戦 森喜朗スペシャル 優勝者インタビュー あなたのテレビの記憶を集めた〜い! コミュニティサイトで寄せられたあなたが印象に残っているドロンズ大島のシーン 「進め!電波少年」『南北アメリカ大陸縦断ヒッチハイク』（日本テレビ/1996年〜1997年放送） YouTuberのテレビの記憶を集めた〜い! パパラピーズ思い出の番組 タナカガ「笑っていいとも!」（フジテレビ/1982年〜2014年放送） じんじん「エンタの神様」（日本テレビ/2003年〜2010年放送） YouTuberになってからの好きな番組 タナカガ「水曜日のダウンタウン」（TBS/2014年〜放送） じんじん「月曜から夜ふかし」（日本テレビ/2012年〜放送） 電波少年 松本明子・松村邦洋の名シーンを集めてオンライン上映会を開催した〜い! |
| #5 91分 | #5 91分     | 3月15日  | 【帝王】佐藤孝吉 【天の声】増田美香                                                                               | 今夜はテレビの帝王と呼ばれた男SP 帰ってきた!アメリカ横断ウルトラクイズ テレビの帝王と呼ばれた男 「アメリカ横断ウルトラクイズ」（日本テレビ/1977年〜1992年放送） 「特別録画中継 ザ・ビートルズ日本公演」（日本テレビ/1966年7月1日放送） 「木曜スペシャル ドミノ倒し世界新記録樹立」（日本テレビ/1979年・1980年放送） 「はじめてのおつかい」（日本テレビ/1991年〜放送） |
| | 第5回 98分  | 3月22日  | 【電波】森脇和成 【記憶】虹色侍ずま 【天の声】増田美香                                                            | 土屋Pからお詫び あなたのテレビの記憶を集めた〜い! コミュニティサイトで寄せられたあなたが印象に残っている森脇和成のシーン 「進め!電波少年」『ユーラシア大陸横断ヒッチハイク』（日本テレビ/1996年放送） YouTuberのテレビの記憶を集めた〜い! 虹色侍ずまの思い出の番組 「しゃべくり007」（日本テレビ/2008年〜放送） 虹色侍ずまの好きな番組 「ゴッドタン」（テレビ東京/2005年〜放送） 電波少年 松本明子・松村邦洋の名シーンを集めてオンライン上映会を開催した〜い! |
| #6 101分 | #6 101分    | 3月29日  | 【記憶】萩本欽一 【天の声】増田美香                                                                               | テレビの王様 萩本欽一スペシャル! 欽ちゃん記憶王決定戦 「コント55号のなんでそうなるの?」（日本テレビ/1973年〜1976年放送） 「欽ちゃんのどこまでやるの!」（テレビ朝日/1976年〜1986年放送） 欽ちゃんのコレまで 欽ちゃんのテレビ番組を振り返りた〜い！ 「コント55号のなんでそうなるの?」『やまびこ』『個展』（日本テレビ/1973年〜1976年放送） 「スター誕生!」（日本テレビ/1971年〜1983年放送） 「24時間テレビ 「愛は地球を救う」」（日本テレビ/1978年〜放送） 欽ちゃんのコレから |
| | 第6回 95分  | 4月5日   | 【電波】しゅくはじめ 【記憶】きょんくま 【天の声】増田美香                                                        | あなたのテレビの記憶を集めた〜い! コミュニティサイトで寄せられたあなたが印象に残っているRまにあのシーン 「進ぬ!電波少年」『電波少年的無人島脱出』『電波少年的スワンの旅』『電波少年的スワンの旅2』『電波少年的スワンの旅in the world』（日本テレビ/1998年4月〜1999年10月放送） YouTuberのテレビの記憶を集めた〜い! きょんくまの思い出の番組 きょん「進ぬ!電波少年」『電波少年的懸賞生活』（日本テレビ/1998年1月〜1999年4月放送） くま「内村プロデュース」（テレビ朝日/2000年4月〜2005年9月放送） 電波少年 松本明子・松村邦洋の名シーンを集めてオンライン上映会を開催した〜い! あの年の番組表を見てみた〜い! 「お笑いオンステージ」（NHK総合/1972年〜1982年放送） 「いのち」（NHK総合/1986年1月〜12月放送） 「欽きらリン530!!」（日本テレビ/1988年4月〜9月放送） |
| #7 84分 | #7 84分     | 4月12日  | 【記憶】研ナオコ 【天の声】増田美香                                                                               | カックラキン大放送!!記憶王決定戦 「カックラキン大放送!!」『ナオコお婆ちゃんの縁側日記』『「刑事ゴロンボ」シリーズ』（日本テレビ/1975年4月〜1986年3月放送） 研ナオコのテレビの記憶を集めた〜い! 「時間ですよ」（TBS/1973年2月14日放送） 「カックラキン大放送!!」『ナオコお婆ちゃんの縁側日記 PARTIII お婆ちゃん帰って来るの巻』（日本テレビ/1975年4月〜1986年3月放送） 今週の番組表自警団報告! 「スター千一夜」（フジテレビ/1959年〜1981年放送） 「笑撃的電影箱」（日本テレビ/1991年〜1994年放送） 「だぅもありがと!」（TBS/1986年〜1988年放送） 「華麗にAh!so」（テレビ朝日/1988年〜1995年放送） 「ちょっとマイウェイ」（日本テレビ/1979年10月〜1980年3月放送） |
| | 第7回 117分 | 4月19日  | 【電波】伽代子 【記憶】高橋弘樹 【天の声】増田美香                                                                | あなたのテレビの記憶を集めた〜い! コミュニティサイトで寄せられたあなたが印象に残っている伽代子のシーン 「進ぬ!電波少年」『電波少年的超能力生活』（日本テレビ/1999年5月〜7月放送） 「進ぬ!電波少年」『電波少年的浪速恋しぐれ』（日本テレビ/1999年8月〜2000年1月放送） 「雷波少年」『雷波少年的ゴミ生活の旅』（日本テレビ/2000年10月〜2001年7月放送） 「電波少年的放送局」（シーエス日本/2002年〜2003年） YouTuberのテレビの記憶を集めた〜い! 「TVチャンピオン」（テレビ東京/1992年〜2006年放送） 「空から日本を見てみよう」（テレビ東京/2009年〜2011年放送） 「ジョージ・ポットマンの平成史」（テレビ東京/2011年〜2012年放送） 「吉木りさに怒られたい」（テレビ東京/2014年〜放送） 「家、ついて行ってイイですか?」（テレビ東京/2014年〜放送） 電波少年 松本明子・松村邦洋の名シーンを集めてオンライン上映会を開催した〜い! あの年の番組表を見てみた〜い! 「決着!歴史ミステリー」（テレビ東京/2009年4月〜8月放送） 「空から日本を見てみよう」（テレビ東京/2009年〜2011年放送） 「TVチャンピオン」（テレビ東京/1992年〜2006年放送） 「地上最強の美女バイオニック・ジェミー」（日本テレビ/1977年1月〜10月、1978年3月〜8月放送） 「地上最強の美女たち! チャーリーズ・エンジェル」（日本テレビ/1977年〜1982年放送） 「俺たちの祭」（日本テレビ/1977年11月〜1978年4月放送） |
| 4月26日は『ジュディ 虹の彼方に』、『第93回アカデミー賞授賞式』放送のため、テレビ版・配信版共に放送（配信）を休止。 |             |          | | |
| | 第8回 106分 | 5月3日   | 【電波】黒沢かずこ 【記憶】岡田康太 【天の声】増田美香                                                            | 松本明子の「電波少年」ベストセレクションをみんなで見てみた〜い! あなたのテレビの記憶を集めた〜い! コミュニティサイトで寄せられたあなたが印象に残っている黒沢かずこのシーン 「進ぬ!電波少年」『電波少年的15少女漂流記』（日本テレビ/2001年2月〜7月放送） YouTuberのテレビの記憶を集めた〜い! 「新しい波16」（フジテレビ/2008年〜2009年放送） 「ふくらむスクラム!!」（フジテレビ/2009年放送） 電波少年 松村邦洋の名シーンを集めてオンライン上映会を開催した〜い! あの年の番組表を見てみた〜い! 「ダウンタウンのごっつええ感じ」（フジテレビ/1991年〜1997年放送） 「超天才・たけしの元気が出るテレビ!!」（日本テレビ/1995年〜1996年放送） 「翼をください!」（フジテレビ/1996年7月〜9月放送） 「所さんのただものではない!」（フジテレビ/1985年〜1991年放送） 「オサラバ坂に陽が昇る」（TBS/1983年4月〜8月放送） 「激安バラエティー」（TBS/2009年6月〜9月放送） 「十年愛」（TBS/1992年10月〜12月放送） |
| #8 92分 | #8 92分     | 5月10日  | 【記憶】大竹まこと 【天の声】増田美香                                                                             | 初代テレビの破壊王 大竹まこと記憶王決定戦 「大阪ほんわかテレビ」（読売テレビ/1993年〜放送） 「パオパオチャンネル」（テレビ朝日/1987年〜1989年放送） 「タモリのいたずら大全集」（日本テレビ/1988年3月3日放送） 大竹まことのテレビの記憶を集めた〜い! 「お笑いスター誕生!!」（日本テレビ/1981年6月13日放送） 「あんたにグラッツェ!」（中京テレビ/2002年1月23日放送） 「大竹まことのただいま!PCランド」（テレビ東京/1989年〜1992年放送） 電波少年 松村邦洋の名シーンを集めてオンライン上映会を開催した〜い! 今週の番組表自警団報告 「たたかうお嫁さま」（日本テレビ/1995年10月〜12月放送） |
| | 第9回 124分 | 5月17日  | 【電波】川元文太 【記憶】雨宮秀彦 【天の声】増田美香                                                              | 追悼 澤田隆治 あなたのテレビの記憶を集めた〜い! コミュニティサイトで寄せられたあなたが印象に残っている川元文太のシーン 「進ぬ!電波少年」『電波少年的箱男』（日本テレビ/2001年1月放送） YouTuberのテレビの記憶を集めた〜い! 「嗚呼!バラ色の珍生!!」（日本テレビ/1994年〜2001年放送） 「伊東家の食卓」（日本テレビ/1997年〜2007年放送） きょうの岡田 電波少年 松本明子・松村邦洋の名シーンを集めてオンライン上映会を開催した〜い! あの年の番組表を見てみた〜い! 「伊東家の食卓」（日本テレビ/1997年〜2007年放送） 「太陽にほえろ!」（日本テレビ/1972年〜1986年放送） 「ウルトラショップ」（日本テレビ/2001年10月〜2002年9月放送） |
| #9 105分 | #9 105分    | 5月24日  | 【記憶】杉田成道 【天の声】増田美香                                                                               | 北の国からSP 北の国から記憶王決定戦 「北の国から」第14話『UFO』（フジテレビ/1982年1月15日放送） 「北の国から 2002遺言」（フジテレビ/2002年9月6日・7日放送） あのシーンの記憶を振り返りた〜い! 「北の国から」第14話『UFO』（フジテレビ/1982年1月15日放送） 「北の国から'84夏」（フジテレビ/1984年9月27日放送） 「北の国から'87初恋」（フジテレビ/1987年3月27日放送） 「北の国から 2002遺言 後編」（フジテレビ/2002年9月7日放送） 電波少年Wコミュニティサイト 最新情報 「ちょっと神様」（TBS/1982年1月〜3月放送） |
| | 第10回 80分 | 5月31日  | 【電波】矢部太郎 【記憶】平山勝雄 【天の声】増田美香                                                              | 電波少年 松本明子・松村邦洋の名シーンを集めてオンライン上映会を開催した〜い! あなたのテレビの記憶を集めた〜い! コミュニティサイトで寄せられたあなたが印象に残っている矢部太郎のシーン 「進ぬ!電波少年」『電波少年的アフリカ人を笑わしに行こう』（日本テレビ/2001年4月〜7月放送） 「進ぬ!電波少年」『電波少年的モンゴル人を笑わしに行こう』（日本テレビ/2001年7月〜10月放送） 「進ぬ!電波少年」『電波少年的韓国人を笑わしに行こう』（日本テレビ/2001年10月〜2002年1月1日放送） 「電波&雷波…訳あって今回はカウントダウンやらせてもらえないのねーんスペシャル」『電波少年的オランウータンを笑わしに行こう』（日本テレビ/2002年1月1日放送） 「進ぬ!電波少年」『電波少年的日本人を笑わしに行こう』（日本テレビ/2002年1月1日・6日放送） 「進ぬ!電波少年」『電波少年的コイサンマンを笑わしに行こう』（日本テレビ/2002年1月13日〜3月30日放送） YouTuberのテレビの記憶を集めた〜い! 「どっちの料理ショー」（読売テレビ/1997年〜2006年放送） 「秘密のケンミンSHOW」（読売テレビ/2007年〜放送） 「ダウンタウンDX」（読売テレビ/1993年〜放送） きょうの岡田 あの年の番組表を見てみた〜い! 「どっちの料理ショー」（読売テレビ/1997年〜2006年放送） 「筋肉番付」（TBS/1995年〜2002年放送） 「ニッポン旅×旅ショー」（読売テレビ/2006年10月〜2007年9月放送） 「秘密のケンミンSHOW」（読売テレビ/2007年〜放送） |
| #10 104分 | #10 104分   | 6月8日   | 【記憶】伊藤一尋 【天の声】増田美香                                                                               | 6/4 松本明子ベストセレクション 報告 高校教師SP 高校教師記憶王決定戦 「高校教師」第6話『別れのバレンタイン』（TBS/1993年2月12日放送） 「高校教師」第11話『永遠の眠りの中で』（TBS/1993年3月19日放送） Tプロデューサーは『高校教師』をこんな風に読み解きました 伊藤プロデューサーいかがでしょう? 「高校教師」第8話『隠された絆』（TBS/1993年2月26日放送） 「高校教師」第1話『禁断の愛と知らずに』（TBS/1993年1月8日放送） 「高校教師」第10話『ぼくたちの失敗』（TBS/1993年3月12日放送） 「高校教師」第3話『同性愛』（TBS/1993年1月22日放送） 「高校教師」第11話『永遠の眠りの中で』（TBS/1993年3月19日放送） 電波少年W コミュニティサイト最新情報 |
| | 第11回 83分 | 6月14日  | 【電波】天野ひろゆき 【天の声】増田美香                                                                           | あなたのテレビの記憶を集めた〜い! コミュニティサイトで寄せられたあなたが印象に残っている天野ひろゆきのシーン 「電波少年インターナショナル2」『キャイ〜ンのはじめてのおつかい 日本の古典ギャグを体を張ってかましてきた! ドイツ・オランダ編』（日本テレビ/1994年10月15日放送） 「電波少年インターナショナル4」『キャイ〜ン 2度目のおつかい お笑いの大先輩のギャグを世界に広めたい! タイ・ミャンマー編』（日本テレビ/1995年4月4日放送） 「電波少年インターナショナル6」『キャイ〜ン 3度目のおつかい 日本のギャグを世界に広めたい! チェコ・スロバキア編』（日本テレビ/1995年10月21日放送） 「電波少年インターナショナル7」『お正月だけどやっぱりキャイ〜ン、4度目のおつかい! ガーナ・コートジボワール編』（日本テレビ/1996年1月1日放送） 「電波少年インターナショナル8」『キャイ〜ン 5度目のおつかい! インド・スリランカ編』（日本テレビ/1996年3月29日放送） 「電波少年インターナショナル9」『キャイ〜ン 6度目のおつかい スイス・フランス編』（日本テレビ/1996年10月5日放送） 「ウッチャンナンチャンのウリナリ!!」『ブラビシリーズ』（日本テレビ/1996年〜2002年放送） YouTuberのテレビの記憶を集めた〜い!（きょうの岡田） あの年の番組表を見てみた〜い! 「名門パープリン大学日本校」（テレビ東京/1993年10月〜12月放送） 「俺はあばれはっちゃく」（テレビ朝日/1979年〜1985年放送） 「SFドラマ 猿の軍団」（TBS/1974年10月〜1975年3月放送） 電波少年 松村邦洋の名シーンを集めてオンライン上映会を開催した〜い! |
| #11 79分 | #11 79分    | 6月21日  | 【記憶】白岩久弥 【天の声】福長英未                                                                               | 鶴瓶・上岡パペポTVSP 『パペポTV』の原点となった番組があった〜!! 「11PM」『"もしもし…あいちゃん?"二十才のオンナの長電話』（読売テレビ/1985年11月14日放送） 「鶴瓶・上岡パペポTV」（読売テレビ/1987年4月14日放送） パペポTV記憶王決定戦 『パペポTV』から生まれたもの〜!!「鶴瓶・上岡パペポTV」（読売テレビ/1988年7月29日放送） 「EXテレビ」『視聴率調査機のある2600万世帯のみなさん 今から1分間だけNHK教育テレビにチャンネルを変えて下さいね…』（読売テレビ/1990年4月10日放送） 話題となった数々の番組イベント しかし放送はされなかった〜! 「鶴瓶・上岡パペポTV」（読売テレビ/1995年1月23日収録、1995年1月27日放送） |
| | 第12回 85分 | 6月28日  | 【電波】ウド鈴木 【記憶】ニートtokyo （山田文大、SEEDA、ステファン） 【天の声】増田美香                           | あなたのテレビの記憶を集めた〜い! コミュニティサイトで寄せられたあなたが印象に残っているウド鈴木のシーン 「電波少年インターナショナル2」『キャイ〜ンのはじめてのおつかい 日本の古典ギャグを体を張ってかましてきた! ドイツ・オランダ編』（日本テレビ/1994年10月15日放送） 「電波少年インターナショナル4」『キャイ〜ン 2度目のおつかい お笑いの大先輩のギャグを世界に広めたい! タイ・ミャンマー編』（日本テレビ/1995年4月4日放送） 「電波少年インターナショナル6」『キャイ〜ン 3度目のおつかい 日本のギャグを世界に広めたい! チェコ・スロバキア編』（日本テレビ/1995年10月21日放送） 「電波少年インターナショナル7」『お正月だけどやっぱりキャイ〜ン、4度目のおつかい! ガーナ・コートジボワール編』（日本テレビ/1996年1月1日放送） 「電波少年インターナショナル8」『キャイ〜ン 5度目のおつかい! インド・スリランカ編』（日本テレビ/1996年3月29日放送） 「電波少年インターナショナル9」『キャイ〜ン 6度目のおつかい スイス・フランス編』（日本テレビ/1996年10月5日放送） 「ウドちゃんの旅してゴメン」（名古屋テレビ/2003年〜放送） 「天才てれびくん」（NHK教育/1993年〜放送） 「ウッチャンナンチャンのウリナリ!!」『ポケビシリーズ』（日本テレビ/1996年〜2002年放送） YouTuberのテレビの記憶を集めた〜い! 「電波少年W」しりとりリレー! コミュニティの参加者みんなが電波少年の記憶だけで100人つながるか、たしかめた〜い! あの年の番組表を見てみた〜い! 「NTV紅白歌のベストテン」（日本テレビ/1969年〜1981年放送） 「カックラキン大放送!!」（日本テレビ/1975年〜1986年放送） 「太陽にほえろ!」（日本テレビ/1972年〜1986年放送） 「金曜日の妻たちへ」（TBS/1983年2月〜5月放送） きょうの岡田 電波少年 松村邦洋の名シーンを集めてオンライン上映会を開催した〜い! |
| #12 72分 | #12 72分    | 7月5日   | 【代理MC】千秋 【記憶】福原伸治 【番組表】ウド鈴木 【天の声】増田美香                                             | ウゴウゴルーガSP 「ウゴウゴルーガ」『ノンタンといっしょ』（フジテレビ/1993年9月16日放送） ウゴウゴくんとルーガちゃんの話〜!! ウゴウゴルーガ記憶王決定戦 「アインシュタイン」（フジテレビ/1990年〜1991年放送） 「カリキュラマシーン」（日本テレビ/1974年〜1978年放送） 放送スタート半年後 初めての4月1日がやってきたー!「ウゴウゴルーガ」『プリプリはかせ』（フジテレビ/1992年〜1994年放送） 1993年12月6日 放送300回記念がやってきたー!「ウゴウゴルーガ」（フジテレビ/1993年12月6日放送） 1993年8月28日 1度きりの土曜よる8時の生放送!「ウゴウゴルーガ夏デラックス」（フジテレビ/1993年8月28日放送） 「ウゴウゴルーガ」（フジテレビ/1994年3月24日放送） 番組表であなたの記憶を振り返る 「アローエンブレム グランプリの鷹」（フジテレビ/1977年〜1978年放送） 「みゆき」（フジテレビ/1983年〜1984年放送） 「妻たちの課外授業」（日本テレビ/1985年10月〜1986年3月放送） |
| | 第13回 94分 | 7月12日  | 【電波】はねだえりか 【記憶】大島育宙（XXCLUB） 【番組表】千秋 【天の声】川又智菜美                               | あなたのテレビの記憶を集めた〜い! コミュニティサイトで寄せられたあなたが印象に残っているはねだえりかのシーン 「電波少年インターナショナル4」『自由になったカバキを見つけ出しとりあえずスリッパで頭を一発バシンとひっぱたいてやりた〜い!』（日本テレビ/1995年4月4日放送） 「電波少年インターナショナル6」『女性の敵! ジョン・ウェイン・ボビットの頭をスリッパで一発バシンとひっぱたいてやりたい!』（日本テレビ/1995年10月21日放送） 「電波少年インターナショナル7」『ジリノフスキーとジャンケン水かけゲームをして勝ってスリッパで一発バシンとひっぱたきたい!』（日本テレビ/1996年1月1日放送） 「電波少年インターナショナル8」『愛しのマイケルで金儲けするラトーヤ・ジャクソンをスリッパで一発バシンとひっぱたいてやりたい!』（日本テレビ/1996年3月29日放送） 「電波少年インターナショナル9」『ダイアナ妃の天敵パパラッチを力いっぱいひっぱたいてやりたい!』（日本テレビ/1996年10月5日放送） 「電波少年外伝 猿岩石最後のスペシャル」『猿岩石VSドロンズ 最大の違い』（日本テレビ/1997年1月1日放送） YouTuberのテレビの記憶を集めた〜い! 「徳川慶喜」（NHK総合/1998年1月〜12月放送） 「フルハウス」（NHK教育/1993年〜1997年放送） 「元禄繚乱」（NHK総合/1999年1月〜12月放送） 「葵 徳川三代」（NHK総合/2000年1月〜12月放送） 「国民クイズ常識の時間」（日本テレビ/2002年〜2004年放送） 「伊東家の食卓」（日本テレビ/1997年〜2007年放送） 「電波少年W」しりとりリレー! コミュニティの参加者みんなが電波少年の記憶だけで100人つながるか、たしかめた〜い! 「電波少年W番組表」でテレビの記憶をふりかえりた〜い! 「うちの子にかぎって…」（TBS/1984年8月〜9月放送） 「どちら様も!!笑ってヨロシク」（日本テレビ/1989年〜1996年放送） 「ウッチャンウリウリ!ナンチャンナリナリ!!」（日本テレビ/1995年5月〜1996年3月放送） 電波少年 松村邦洋の名シーンを集めてオンライン上映会を開催した〜い! |
| #13 83分 | #13 83分    | 7月19日  | 【記憶】田原総一朗 【番組表】高田純次 【天の声】増田美香                                                          | 朝まで生テレビ!SP 朝まで生テレビ!記憶王決定戦 「朝まで生テレビ!」『オリンピックと日本人』→『天皇の戦争責任』（テレビ朝日/1988年9月30日放送） 田原さんにもあったサラリーマン時代! 「ドキュメンタリー青春」『ドギつく生きよう宣言〜もう一人の永山則夫・三上寛〜』（東京12チャンネル/1970年11月11日放送） 「ドキュメンタリー青春」『わたしは現在（いま）を歌う〜藤圭子 6月の風景〜』（東京12チャンネル/1970年6月19日放送） 「ドキュメンタリー青春」『バリケードの中のジャズ〜ゲバ学生対猛烈ピアニスト〜』（東京12チャンネル/1969年7月18日放送） 「朝まで生テレビ!」『人権と部落差別』（テレビ朝日/1989年7月28日放送） 「朝まで生テレビ!」『徹底討論・原発』（テレビ朝日/1988年7月29日放送） 「朝まで生テレビ!」『激論!暴力団はなぜなくならないのか?』（テレビ朝日/1992年2月28日放送） 番組表であなたの記憶を振り返る 「日真名氏飛び出す」（KRT/1955年〜1962年放送） 「笑点」（日本テレビ/1966年〜放送） 「天才・たけしの元気が出るテレビ!!」（日本テレビ/1985年〜1996年放送） 「朝まで生テレビ!」『徹底討論!激変する朝鮮半島と在日コリア』（テレビ朝日/2000年10月20日放送） |
| | 第14回 94分 | 7月26日  | 【電波】Bluem of Youth 【記憶】マッコイ斉藤 【天の声】増田美香                                                    | 「電波少年W」しりとりリレー! コミュニティの参加者みんなが電波少年の記憶だけで100人つながるか、たしかめた〜い! あなたのテレビの記憶を集めた〜い! コミュニティサイトで寄せられたあなたが印象に残っているBluem of Youthのシーン 「雷波少年」『雷波少年系ラストツアー』（日本テレビ/1999年4月〜10月放送） YouTuberのテレビの記憶を集めた〜い! 「とんねるずのみなさんのおかげでした」（フジテレビ/1997年〜2018年放送） あの年の番組表を見てみた〜い! |
| #14 | #14         | 8月2日   | 【記憶】勝俣州和 【天の声】福長英未                                                                               | 勝俣州和のテレビの記憶を集めた〜い! 「欽きらリン530!!」（日本テレビ/1988年4月〜9月放送） 「欽ちゃんの気楽にリン」（日本テレビ/1988年4月〜6月放送） 「とんねるずの生でダラダラいかせて!!」（日本テレビ/1991年〜2001年放送） 「ウッチャンナンチャンのやるならやらねば!」（フジテレビ/1990年〜1993年放送） 「アッコにおまかせ!」（TBS/1985年〜放送） 「ウッチャンナンチャンのウリナリ!!」『ウリナリ芸能人社交ダンス部』『ドーバー海峡横断部』『もてないブラザーズ』（日本テレビ/1996年〜2002年放送） ワンクリックアンケート 「バラエティ番組編」 |
| | 第15回 71分 | 8月9日   | 【記憶】勝俣州和 【電波】滝島梓 【番組表】マッコイ斉藤                                                            | 勝俣州和のテレビの記憶を集めた〜い! 「同・級・生」（フジテレビ/1989年7月〜9月放送） 「ダウンタウンDX」（読売テレビ/1993年〜放送） あなたのテレビの記憶を集めた〜い! 「進め!電波少年」『脱ぐことを前提としたアイドルになりたい女の子第一次オーディション!』（日本テレビ/1992年11月15日・22日放送） 「進め!電波少年」『電波子 誕生!』（日本テレビ/1993年1月10日放送） 「進め!電波少年」『電波子オリコン20位への道』（日本テレビ/1993年3月28日・4月11日放送） 「進め!電波少年」『電波子失踪!情報提供呼び掛けVTR』『電波子失踪 その後』（日本テレビ/1993年4月18日・25日放送） 「進め!電波少年」『電波子最新情報!ユニットは何でも成功を収めている!』（日本テレビ/1993年7月25日放送） 「進め!電波少年」『電波少年番外編 電波子 祝映画初出演 -わが愛の譜・滝廉太郎物語-』（日本テレビ/1993年8月19日放送） 「進め!電波少年」『パーコパコ デビューイベント&第2回電波少年祭り ついに開催!』（日本テレビ/1993年10月10日放送） 番組表であなたの記憶を振り返る 「明るい農村」（NHK総合/1963年〜1985年放送） 「ドカベン」（フジテレビ/1976年〜1979年放送） 「オレたちひょうきん族」『タケちゃんマン』『ひょうきん懺悔室』（フジテレビ/1981年〜1989年放送） 「夜のヒットスタジオデラックス」（フジテレビ/1985年〜1989年放送） 「とんねるずのみなさんのおかげでした」（フジテレビ/1997年〜2018年放送） 「天才・たけしの元気が出るテレビ!!」『ボクシング予備校』『早朝逆バンジー』（日本テレビ/1985年〜1996年放送） 電波少年W コミュニティサイト最新情報! |
| #15 92分 | #15 92分    | 8月16日  | 【記憶】河毛俊作 【記憶】浅野ゆう子 【天の声】増田美香                                                            | トレンディドラマ 抱きしめたい!SP 抱きしめたい!記憶王決定戦 「抱きしめたい!」第3話『愛と友情どっちが大事?』（フジテレビ/1988年7月21日放送） 「抱きしめたい!」第11話『ついに私達オワリなのね』（フジテレビ/1988年9月15日放送） トレンディドラマ『抱きしめたい!』革新的3大ポイント 「抱きしめたい!」第7話『女の幸せは絶対に結婚よ』（フジテレビ/1988年8月18日放送） 電波少年W コミュニティサイト最新情報! |
| | 第16回 88分 | 8月23日  | 【記憶】矢追純一 【記憶】雨宮秀彦 【天の声】増田美香                                                              | UFOディレクター 矢追純一SP 「11PM」（日本テレビ/1965年〜1990年放送） 「木曜スペシャル」『現代の怪奇!決定版・これが空飛ぶ円盤だ』（日本テレビ/1973年12月27日放送） 「木曜スペシャル」『驚異の超能力!!世紀の念力男ユリ・ゲラーが奇蹟を起こす!』（日本テレビ/1974年3月7日放送） 「木曜スペシャル」『人間か? 類人猿か? 謎の怪奇人間・オリバー! 世界初公開』（日本テレビ/1976年7月22日放送） 「木曜スペシャル」『現代の怪奇! ネス湖の怪獣 ネッシーは実在する!?』（日本テレビ/1976年10月21日放送） 電波少年W コミュニティサイト最新情報! |
| #16 88分 | #16 88分    | 8月30日  | 【記憶】都築忠彦 【記憶】萩本欽一 【記憶】徳光和夫 【天の声】増田美香                                             | 24時間テレビSP 「日本テレビ開局25年記念番組・テレビ25年スーパースペシャル・24時間テレビ 愛は地球を救う 寝たきり老人にお風呂を! 身障者にリフト付きバスと車椅子を!」（日本テレビ/1978年8月26日・27日放送） 「24時間テレビ 愛は地球を救う アフリカ飢餓救援 飢えるアフリカの救援と老人・障害者に福祉を!」（日本テレビ/1985年8月25日放送） 「日本テレビ開局25年記念番組・テレビ25年スーパースペシャル・24時間テレビ 愛は地球を救う 寝たきり老人にお風呂を! 身障者にリフト付きバスと車椅子を!」『100万年地球の旅 バンダーブック』（日本テレビ/1978年8月27日放送） 24時間テレビ記憶王決定戦 電波少年W コミュニティサイト最新情報! |
| | 第17回 74分 | 9月6日   | 【UFOコンタクティー】武良ラムウ 【リポーター】三浦輝正 【リポーター】蒼井澄 【宇宙人】矢部太郎 【天の声】増田美香 | 祝! 電波少年Wサイトリニューアル! コミュニティ会員 一斉お引越しSP! 「ハンサムマン」（テレビ朝日/1996年1月〜3月放送） 「おんな風林火山」（TBS/1986年10月〜1987年3月放送） 屋上UFO交信中 宇宙人特別インタビュー |
| #17 | #17         | 9月13日  | 【記憶】藤村忠寿 【天の声】増田美香                                                                               | 水曜どうでしょうSP 「モザイクな夜V3」（北海道テレビ/1993年〜1996年放送） 「水曜どうでしょう」『サイコロ1 第1夜』（北海道テレビ/1996年10月10日放送） 水曜どうでしょう記憶王決定戦 「水曜どうでしょう」『東北2泊3日生き地獄ツアー 第2夜』（北海道テレビ/1999年2月3日放送） |
| | 第18回 78分 | 9月20日  | 【記憶】藤村忠寿 【天の声】増田美香                                                                               | 水曜どうでしょうSP 藤村Dが振り返りたいシーン 「水曜どうでしょう」『マレーシアジャングル探検 第4夜』（北海道テレビ/1998年4月22日放送） 「水曜どうでしょう」『ヨーロッパ・リベンジ 第3夜』（北海道テレビ/1999年10月20日放送） 「水曜どうでしょう」『原付日本列島制覇 第6夜』（北海道テレビ/2011年4月6日放送） 「水曜どうでしょう」『北海道で家、建てます 第11夜』（北海道テレビ/2020年3月11日放送） 『水曜どうでしょう』 レギュラー回が終わった3つの理由! 「チャンネルはそのまま!」（北海道テレビ/2019年3月18日〜22日放送） 電波少年W 新しくなったコミュニティサイト 特典情報 あの年の番組表を見てみた〜い! 「アルプスの少女ハイジ」（フジテレビ/1974年1月6日〜12月29日放送） 「ウンナンの気分は上々。」（TBS/1996年〜2003年放送） 「お笑いマンガ道場」（中京テレビ/1976年〜1994年放送） 「中学生日記」（NHK名古屋放送局/1972年〜2012年放送） 「電波少年」・「電波少年W」土屋敏男 × 「水曜どうでしょう」藤村忠寿 本番では言えなかった話を少しする? |
| #18 | #18         | 9月27日  | 【記憶】西野亮廣 【番組表】徳光和夫 【天の声】川又智菜美                                                          | キングコング西野&電波少年 記憶王決定戦 「電波少年インターナショナル」『マンデラ大統領を自分なりにお祝いしたい!』（日本テレビ/1994年8月27日放送） 「進ぬ!電波少年」『緊急ゴール特集 朋友ヒッチハイクの旅』（日本テレビ/1998年11月14日放送） 番組表であなたの記憶を振り返る 「世界フライ級タイトルマッチ 白井義男対テリー・アレン戦」（日本テレビ/1953年10月27日放送） 「金曜10時!うわさのチャンネル!!」（日本テレビ/1973年〜1979年放送） 「ズームイン!!朝!」（日本テレビ/1979年〜2001年放送） 「歌のワイド90分!」（日本テレビ/1982年〜1986年放送） 西野亮廣のテレビの記憶を集めた〜い! 「マジカル頭脳パワー!!」（日本テレビ/1990年〜1999年放送） 「ズームイン!!朝!」（日本テレビ/1979年〜2001年放送） 「加トちゃんケンちゃんごきげんテレビ」（TBS/1986年〜1992年放送） 「志村けんのだいじょうぶだぁ」（フジテレビ/1987年〜1993年放送） 「天才・たけしの元気が出るテレビ!!」（日本テレビ/1985年〜1996年放送） 「はねるのトびら」（フジテレビ/2001年〜2012年放送） 「電波少年」・「電波少年W」土屋敏男 × キングコング 西野亮廣 まだまだ話し足りないので延長戦! |
| | 第19回 63分 | 10月4日  | 【記憶】鈴木おさむ                                                                                                | 鈴木おさむとテレビのこれからを考えた〜い! 私 鈴木おさむだけが知っている! 電波少年スタート前後の松村邦洋! 鈴木おさむ 今注目のコンテンツ5選 ①きまぐれクック&コムドット（YouTube） ②悪い顔選手権（YouTube） ③「ワルイコあつまれ」（NHK Eテレ/2021年9月13日・20日放送） ④「イカゲーム」（NETFLIX） ⑤「オクトパスの神秘: 海の賢者は語る」（NETFLIX） 「電波少年」・「電波少年W」土屋敏男 × 放送作家 鈴木おさむ まだまだ話し足りないので延長戦! |
| #19 | #19         | 10月11日 | 【記憶・電波】室井滋 【天の声】増田美香                                                                           | 室井滋と電波少年 「進め!電波少年」『猿岩石外伝・室井滋がトルコ大追跡女優捨て野宿空腹裸のバイト:地獄の7日間』（日本テレビ/1996年10月6日放送） 「雷波少年」『雷波少年系アジアの歌姫』（日本テレビ/1998年9月〜1999年1月放送） 「進ぬ!電波少年」代理MC（日本テレビ/2000年4月〜9月放送） 「進ぬ!電波少年」「電波少年的箱女シリーズ」（日本テレビ/2000年5月〜9月放送） 「進ぬ!電波少年」『拉致されたあの人はどうなった?』（日本テレビ/2002年4月7日放送） 室井滋&電波少年 記憶王決定戦 「雷波少年」『雷波少年系アジアの歌姫』（日本テレビ/1998年9月26日放送） 「電波少年インターナショナル4」『せっかくオーストラリアに来たんだからアボリジニーのお役に立って、王様になりたい!!』（日本テレビ/1995年4月4日放送） 室井滋のイマ・ナニ・ミテル 「全裸監督 シーズン2」（NETFLIX） 「オクニョ 運命の女」（MBC） 「不滅の恋人」（テレビ朝鮮） 「太陽の末裔 Love Under The Sun」（KBS2） 「愛の不時着」（tvN、NETFLIX） 「梨泰院クラス」（JTBC、NETFLIX） 室井滋のテレビの記憶を集めた〜い! 「傷だらけの天使」（日本テレビ/1974年10月〜1975年3月放送） 「2丁目3番地」（日本テレビ/1971年1月〜3月放送） 「カリキュラマシーン」（日本テレビ/1974年〜1978年放送） 「電波少年」・「電波少年W」土屋敏男 × 室井滋 延長戦対談 室井滋が語るあの頃の電波少年とは!? |
| | 第20回 62分 | 10月18日 | 【記憶・電波】千原ジュニア 【番組表】矢部太郎 【天の声】増田美香                                                  | 千原ジュニアと電波少年 「進め!電波少年」『レギュラー司会者争奪サバイバルシリーズ フジモリ大統領に「ヨッ大統領憎いねコノ〜!!」と言ってあげたい!』（日本テレビ/1997年7月13日放送） 「進め!電波少年」『レギュラー司会者争奪サバイバルシリーズ 日本一強い有沢兄弟を倒して、日本一強い千原兄弟になりたい!』（日本テレビ/1997年7月13日放送） 「進め!電波少年」『レギュラー司会者争奪サバイバルシリーズ 同じ兄弟なんだから鳩山兄弟におごって欲しい! Part1〜3』（日本テレビ/1997年8月10日・10月12日・11月30日放送） 視聴者のみなさんの生投票で松村邦洋に生憑依させた〜い!! 千原ジュニアのイマ・ナニ・ミテル 「イカゲーム」（NETFLIX） 「千原ジュニアの座王」（関西テレビ/2018年〜放送） 番組表であなたの記憶を振り返る 「まんが日本昔ばなし」（毎日放送/1975年〜1994年放送） 「加トちゃんケンちゃんごきげんテレビ」（TBS/1986年〜1992年放送） 「志村けんのだいじょうぶだぁ」（フジテレビ/1987年〜1993年放送） 「天才・たけしの元気が出るテレビ!!」（日本テレビ/1985年〜1996年放送） 千原ジュニアのテレビの記憶を集めた〜い! 「よしもと新喜劇」（毎日放送/1962年〜放送） 「オレたちひょうきん族」（フジテレビ/1981年〜1989年放送） 「ヤンマーファミリーアワー 飛べ!孫悟空」（TBS/1977年〜1979年放送） 「花の新婚!カンピューター作戦」（関西テレビ/1978年〜1991年放送） 「ノックは無用!」（関西テレビ/1975年〜1997年放送） 「花王名人劇場」（関西テレビ/1979年〜1990年放送） 「笑っていいとも!」（フジテレビ/1982年〜2014年放送） 「踊る!さんま御殿!!」（日本テレビ/1997年〜放送） 「電波少年」・「電波少年W」土屋敏男 × 千原ジュニア 延長戦対談 今後のテレビとYouTubeを語る! |
| #20 | #20         | 10月25日 | 【記憶】東野幸治 【番組表】矢部太郎 【天の声】増田美香                                                            | 視聴者のみなさんの生投票で松村邦洋に生憑依させた〜い!! 東野幸治&電波少年 記憶王決定戦 「進め!電波少年」『高価な陶器でご飯が食べたい!』（日本テレビ/1993年6月27日放送） 「進め!電波少年」『松村邦洋の本名を変えたい』（日本テレビ/1992年7月5日放送） 東野幸治とYouTube 東野幸治のイマ・ナニ・ミテル 「ビリオンダラー・コード」（NETFLIX） 「ヴァイオレット・エヴァーガーデン」（TOKYO MXほか/2018年1月〜4月放送） 番組表であなたの記憶を振り返る 「勉強してきましたクイズ ガリベン!」（テレビ朝日/2008年〜2009年放送） 東野幸治のテレビの記憶を集めた〜い! 「勉強してきましたクイズ ガリベン!」（テレビ朝日/2008年〜2009年放送） 東野幸治とダウンタウン 「4時ですよーだ」（毎日放送/1987年〜1989年放送） 「夕焼けの松ちゃん浜ちゃん」（朝日放送/1990年12月〜1991年9月放送） 「ダウンタウンのごっつええ感じ」（フジテレビ/1991年〜1997年放送） 「生生生生ダウンタウン」（TBS/1992年4月〜1993年3月放送） 「ダウンタウン汁」（TBS/1993年10月〜1994年9月放送） 「発明将軍ダウンタウン」（日本テレビ/1993年〜1996年放送） 「かざあなダウンタウン」（テレビ朝日/1995年5月〜1996年3月放送） 「ごぶごぶ」（毎日放送/2007年〜放送） 「ワイドナショー」（フジテレビ/2013年〜放送） 「電波少年」・「電波少年W」土屋敏男 × 東野幸治 延長戦対談 東野がダウンタウンを語る! |
| | 第21回 66分 | 11月1日  | 【記憶】水道橋博士 【番組表】渡辺正行 【天の声】増田美香                                                          | 視聴者のみなさんの生投票で松村邦洋に生憑依させた〜い!! 水道橋博士とテレビとネットの現在・過去・未来を考えてみた〜い! 「博士の異常なYouTube」『アサヤン』（YouTube） 「博士の異常な対談」（YouTube） 水道橋博士のイマ・ナニ・ミテル 「ニューヨーク Official Channel」『ザ・エレクトリカルパレーズ』（YouTube） 番組表であなたの記憶を振り返る 「てなもんや三度笠」（朝日放送/1962年〜1968年放送） 「シャボン玉ホリデー」（日本テレビ/1961年〜1972年、1976年10月〜1977年3月放送） 「花王名人劇場」（関西テレビ/1979年〜1990年放送） 「ザ・ベストテン」（TBS/1978年〜1989年放送） 水道橋博士のテレビの記憶を集めた〜い! 「スーパージョッキー」（日本テレビ/1983年〜1999年放送） 「ドキッ!丸ごと水着 女だらけの水泳大会」（フジテレビ/1988年〜1998年放送） 「オールナイトフジ」（フジテレビ/1983年〜1991年放送） 「TV海賊チャンネル」（日本テレビ/1984年〜1986年放送） 「ギルガメッシュないと」（テレビ東京/1991年〜1998年放送） 「A女E女」（フジテレビ/1997年10月〜1998年3月放送） 「天使のU・B・U・G」（フジテレビ/1994年10月〜1995年3月放送） 「殿様のフェロモン」（フジテレビ/1993年10月〜1994年3月放送） 「浅草橋ヤング洋品店」（テレビ東京/1992年〜1996年放送） 「電波少年」・「電波少年W」土屋敏男 × 水道橋博士 延長戦対談 博士が「今だから話せる○○!」 |
| #21 | #21         | 11月8日  | 【記憶・電波】出川哲朗 【天の声】増田美香                                                                         | 視聴者のみなさんの生投票で松村邦洋に生憑依させた〜い!! 出川哲朗&電波少年 記憶王決定戦 「電波少年インターナショナル9」『怪物カレリンに勝って人類最強の男になりたい!』（日本テレビ/1996年10月5日放送） 「電波少年インターナショナル7」『ストップエイズ イン シドニー』（日本テレビ/1996年1月1日放送） 「電波少年インターナショナル8」『プリティ・ウーマンのリチャード・ギアのようにロスの娼婦を更生させたい!』（日本テレビ/1996年3月29日放送） 「進め!電波少年」『出川の家のゴキブリ退治』（日本テレビ/1994年9月18日放送） 出川哲朗と電波少年 「進め!電波少年」『ボスニア 一人旅/明石代表に明石焼きを食べさせたい!』（日本テレビ/1994年8月21日・27日放送） 「電波少年インターナショナル2」『出川哲朗一人旅 国際平和に貢献したい!』（日本テレビ/1994年10月15日放送） 「電波少年インターナショナル7」『人喰いザメを捕まえて おいしい蒲鉾を食べたい!』（日本テレビ/1996年1月1日放送） 「進め!電波少年」、「電波少年インターナショナル」『ストップエイズ シリーズ』（日本テレビ/1994年8月21日、12月30日、1995年4月4日、10月22日、1996年1月1日放送） 「電波少年インターナショナル4」『出川哲朗 世界一の姉さん女房をもらって世界一の大物になりたい!』（日本テレビ/1995年4月4日放送） 「電波少年」・「電波少年W」土屋敏男 × 出川哲朗 延長戦対談 嫌われ芸人から好感度タレントになった謎 |
| | 第22回 61分 | 11月15日 | 【記憶】菅賢治 【天の声】増田美香                                                                                 | 視聴者のみなさんの生投票で松村邦洋に生憑依させた〜い!! テレビ史における菅賢治(てれびのスキマ解説) ネットにはのってない! 今明かす!ダウンタウンとのはじめて物語! 「恋々!!ときめき倶楽部」（日本テレビ/1988年10月〜1989年3月放送） 「ダウンタウンのガキの使いやあらへんで!」（日本テレビ/1989年〜放送） ネットにはのってない! ガースーだけが知っている ガキ使秘話! 「ダウンタウンのガキの使いやあらへんで!」『松本vs浜田・対決シリーズ/罰ゲーム』、『笑ってはいけないシリーズ』（日本テレビ/1989年〜放送） 「ダウンタウンの裏番組をブッ飛ばせ!!」（日本テレビ/1993年〜1996年放送） ネットにはのってない! 私だけが知っている! 爆問太田とくりぃむ上田! 「太田上田」（中京テレビ/2015年〜放送） 「Jimmy〜アホみたいなホンマの話〜」（NETFLIX） 「電波少年」・「電波少年W」土屋敏男 × 演出家・プロデューサー 菅賢治 延長戦対談 今だから話せる! ダウンタウンの裏話! |
| #22 | #22         | 11月22日 | 【記憶・電波】いとうあさこ 【天の声】増田美香                                                                     | せっかく来たんだから話してもらいたい! 今ここでしか聞けない15少女漂流記! 「進ぬ!電波少年」『電波少年的おニャン子だったりモー娘。だったり…』（日本テレビ/2000年12月24日放送） 「いけ年こい年 世紀越えスペシャル2000〜2001」（日本テレビ/2000年12月31日放送） 「進ぬ!電波少年」『電波少年的15少女漂流記』（日本テレビ/2001年2月〜7月放送） 視聴者のみなさんの生投票で松村邦洋に生憑依させた〜い!! いとうあさこ&電波少年 記憶王決定戦 「進ぬ!電波少年」『電波少年的おニャン子だったりモー娘。だったり…』（日本テレビ/2000年12月24日放送） 「いけ年こい年 世紀越えスペシャル2000〜2001」（日本テレビ/2000年12月31日放送） 「進ぬ!電波少年」『電波少年的15少女漂流記』（日本テレビ/2001年2月〜7月放送） 15少女 イマ・ナニ・シテル? 「電波少年」・「電波少年W」土屋敏男 × いとうあさこ 延長戦対談 オンナから見た電波少年! 本音のホンネ! |
| | 第23回 62分 | 11月29日 | 【記憶】ひろゆき 【天の声】川又智菜美                                                                             | 視聴者のみなさんの生投票で松村邦洋に生憑依させた〜い!! ひろゆきのテレビの記憶を集めた〜い! 「アインシュタイン」（フジテレビ/1990年〜1991年放送） 「カノッサの屈辱」（フジテレビ/1990年〜1991年放送） 「やっぱり猫が好き」（フジテレビ/1988年〜1991年放送） 「たほいや」（フジテレビ/1993年4月〜9月放送） 「ゴールデン洋画劇場」（フジテレビ/1971年〜2003年放送） 「電波少年シリーズ」（日本テレビ/1992年〜2003年放送） 「アースマラソン」（2008年〜2011年） ひろゆきのイマ・ナニ・ミテル 「ペーパー・ハウス」（Antena 3、NETFLIX） 「イカゲーム」（NETFLIX） 「地獄が呼んでいる」（NETFLIX） 「オールド・ボーイ」 「カバのスイカまるごとタイム」（YouTube） 「進ぬ!電波少年」『電波少年的松本人志のアメリカ人を笑わしに行こう』（日本テレビ/2000年〜2001年放送） 「HITOSHI MATSUMOTO presents ドキュメンタル」（Amazon Prime Video） 「ダウンタウンのガキの使いやあらへんで!」『笑ってはいけないシリーズ』（日本テレビ/1989年〜放送） 「人志松本のすべらない話」（フジテレビ/2004年〜放送） 「聖闘士星矢」（テレビ朝日/1986年〜1989年放送） 「イカロス」（NETFLIX） 「ワイルド・ウエスト・カントリー」（NETFLIX） ヒカル（YouTube） 「電波少年」・「電波少年W」土屋敏男 × ひろゆき 延長戦対談 ひろゆきが考えるテレビの未来 |
| #23 | #23         | 12月6日  | 【記憶】佐久間宣行 【番組表】ランジャタイ 【天の声】福長英未                                                      | 視聴者のみなさんの生投票で松村邦洋に生憑依させた〜い!! 「サクマ&ピース」（福島中央テレビ/2021年10月17日・24日・31日・11月7日放送） 佐久間宣行 記憶王決定戦 「佐久間宣行のオールナイトニッポン0」（ニッポン放送/2019年〜放送） 「トークサバイバー! ～トークが面白いと生き残れるドラマ～」（NETFLIX） ゴッドタン（テレビ東京/2005年〜放送） 佐久間宣行のNOBROCK TV（YouTube） あの人のテレビの記憶を集めた〜い! （ランジャタイ） 「木曜の怪談'97」（フジテレビ/1997年5月〜9月放送） 「嗚呼!バラ色の珍生!!」（日本テレビ/1994年〜2001年放送） 「ウッチャンナンチャンのウリナリ!!」（日本テレビ/1996年〜2002年放送） （佐久間宣行） 「ドラえもん」（テレビ朝日/1979年〜放送） 「欽きらリン530!!」（日本テレビ/1988年4月〜9月放送） 「ダウンタウンのガキの使いやあらへんで!」『松本vs浜田・対決シリーズ/罰ゲーム』（日本テレビ/1989年〜放送） 「電波少年」・「電波少年W」土屋敏男 × 演出家・プロデューサー 佐久間宣行 延長戦対談 土屋さんそろそろ引退してください! |
| | 第24回 62分 | 12月13日 | 【記憶】古舘伊知郎 【天の声】福長英未                                                                             | 視聴者のみなさんの生投票で松村邦洋に生憑依させた〜い!! 「ワールドプロレスリング」（テレビ朝日/1969年〜放送） 「モスクワオリンピック」（テレビ朝日/1980年放送） 「夜のヒットスタジオDELUXE」（フジテレビ/1985年〜1989年放送） 「F1ポールポジション」（フジテレビ/1989年〜1994年放送） 「クイズ日本人の質問」（NHK総合/1993年〜2003年放送） 「ゲーム数字でQ」（NHK総合/1991年〜1993年放送） 「どっちDOTCH!」（読売テレビ/1986年2月〜6月放送） 「第45回NHK紅白歌合戦」（NHK総合/1994年12月31日放送） 「第46回NHK紅白歌合戦」（NHK総合/1995年12月31日放送） 「第47回NHK紅白歌合戦」（NHK総合/1996年12月31日放送） 「トーキングブルース」 「古舘ch」（YouTube） 「報道ステーション」（テレビ朝日/2004年〜放送） レジェンド古舘伊知郎さんと今話題の最先端技術 “メタバース”を体験した〜い! 「地獄が呼んでいる」（NETFLIX） 「真夜中のミサ」（NETFLIX） テレビ界の黄金期を支えた古舘伊知郎さんに“ネット時代の生き抜き方”を聞いてみた〜い! 「浅草キッド」（NETFLIX） 「街かどテレビ11:00」（TBS/1982年〜1991年放送） 「おしん」（NHK総合/1983年4月〜1984年3月放送） 「電波少年」・「電波少年W」土屋敏男 × 古舘伊知郎 延長戦対談 今だから言える!夜ヒットで目撃したあの人の●●な裏側! |
| #24 | #24         | 12月20日 | 【記憶】田中裕二 【天の声】増田美香 三宅恵介 佐藤孝吉                                                             | 電波少年W 2021年 総決算スペシャル!!（今日で最終回だけど松村にバレずにエンディングを迎えた〜い!） 視聴者のみなさんの生投票で松村邦洋に生憑依させた〜い!! 電波少年W 記憶王決定戦 「電波少年W 〜あなたのテレビの記憶を集めた〜い!〜」#1（WOWOW/2021年1月16日放送） 「電波少年W 〜あなたのテレビの記憶を集めた〜い!〜」第1回（WOWOW/2021年1月25日配信） 「電波少年W 〜あなたのテレビの記憶を集めた〜い!〜」#5（WOWOW/2021年3月15日放送） 「電波少年W 〜あなたのテレビの記憶を集めた〜い!〜」第17回（WOWOW/2021年9月6日配信） 今年 電波少年Wに来てくれたテレビのレジェンドたちを振り返りた〜い! 「電波少年W 〜あなたのテレビの記憶を集めた〜い!〜」第2回（WOWOW/2021年2月8日配信） 「電波少年W 〜あなたのテレビの記憶を集めた〜い!〜」#6（WOWOW/2021年3月29日放送） 今年 電波少年Wに来てくれた電波ファミリーを振り返りた〜い! 「電波少年W 〜あなたのテレビの記憶を集めた〜い!〜」第5回（WOWOW/2021年3月22日配信） 「電波少年W 〜あなたのテレビの記憶を集めた〜い!〜」第3回（WOWOW/2021年2月22日配信） 「電波少年W 〜あなたのテレビの記憶を集めた〜い!〜」第11回（WOWOW/2021年6月14日配信） 「電波少年W 〜あなたのテレビの記憶を集めた〜い!〜」第14回（WOWOW/2021年7月26日配信） 「電波少年W 〜あなたのテレビの記憶を集めた〜い!〜」第8回（WOWOW/2021年5月3日配信） 「電波少年W 〜あなたのテレビの記憶を集めた〜い!〜」#21（WOWOW/2021年11月8日放送） ありがとう電波少年W! MC3人の最終回トーク |

## スタッフ
- 総合演出 - 土屋敏男
- ナレーション - 木村匡也（新規制作のVTR部分）[注釈 74]
- 天の声 - 増田美香、福長英未、川又智菜美（WOWOWアナウンサー）[注釈 75][注釈 76]
- 制作協力 - AX-ON
- 製作著作 - WOWOW